# A főparancsnok
A főparancsnok (eredeti cím: General Commander) 2019-es amerikai akciófilm, melyet Ross W. Clarkson és Philippe Martinez rendezett. A főszereplők Steven Seagal, Ron Smoorenburg, Sonia Couling, Soraya Torrens és Byron Gibson.
Az Amerikai Egyesült Államokban 2019. [május 28-án mutatták be. Magyarországon DVD-n jelent meg 2020 márciusában.

## Cselekmény
Egy GRS operátor, Jake Alexander és a fiatal toborzók csapata, egy Hong Kong-i milliárdos segítségével a legveszélyesebb és leghírhedtebb bűnözők után erednek, hogy egyszer és mindenkorra elvégezzék feladatukat; azaz hogy eltegyenek láb alól egy bizonyos Orsini nevű férfit, aki illegális szervkereskedelemmel foglalkozik.

## Szereplők
| Szerep           | Színész              | Magyar hang         |
| ---------------- | -------------------- | ------------------- |
| Jake Alexander   | Steven Seagal        | Rosta Sándor        |
| Orsini           | Edoardo Costa        | Petridisz Hrisztosz |
| Jessica Thompson | Megan Brown          | Mohácsi Nóra        |
| Anna Rosen       | Soraya Torrens       | Nádorfi Kriszta     |
| Sonia Dekker     | Sonia Couling        | Törtei Tünde        |
| Maria Lopez      | Mica Javier          | Laudon Andrea       |
| Ben Harrison     | Jai Day              | Kádár-Szabó Bence   |
| Tom Benton       | Byron Gibson         | Megyeri János       |
| Mao              | Ricardo Cepeda       | Kapácsy Miklós      |
| Santino Amato    | Ruben Maria Soriquez | Gyurin Zsolt        |